# Jan Martinek
Des. Jan Martinek (18. prosince 1892 Strážnice – 17. září 1918 Verchní Tavalga) byl československý legionář, příslušník kulometného oddílu úderného praporu, strýc Františka Martinka, politického vězně komunistického režimu. Za svého života byl vyznamenán Řádem sv. Jiří IV. stupně za bojové zásluhy.

## Život

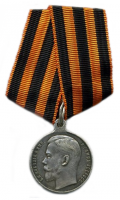
medaile sv. Jiří IV. stupně

Narodil se 18. prosince 1892 ve Strážnici v rodině Františka Martinka a jeho ženy Apolonie, rozené Badařové. V roce 1910 nastoupil vojenskou základní službu.
Roku 1914 byl mobilizován a s 25. praporem polních myslivců odeslán na ruskou frontu. Zde padl 16. května 1915 do zajetí. Dne 10. července 1917 vstoupil na vlastní žádost do československých legií a byl zařazen jako střelec k 5. čs. střeleckému pluku.
Dne 15. ledna 1918 byl zařazen k 1. rotě úderného praporu a absolvoval příslušný výcvik. Dne 26. dubna 1918 dorazil do Kansku-Jenisejského, kde se účastnil prvních bojů úderného praporu s bolševiky; do bojových akcí byl zařazován pd 14. července 1918 a 1. srpna 1918 byl povýšen na desátníka. Po odpočinku a přepravě přes Bajkal se zúčastnil dalších bojů a 8. září 1918 byl vyznamenán medailí sv. Jiří IV. stupně.
V bojích, které probíhaly u Nižní a Verchní Tavalgy ve dnech 16. a 17. září padl. Byl pochován na Michailovském hřbitově v Jekatěrinburgu (ev. číslo hrobu VH: RUS-00153).